# Al Daayen
Al Daayen (en arabe : الضعاين) est l’une des huit municipalités du Qatar.
Sa capitale est Umm Qarn (en).